# Kulturhus

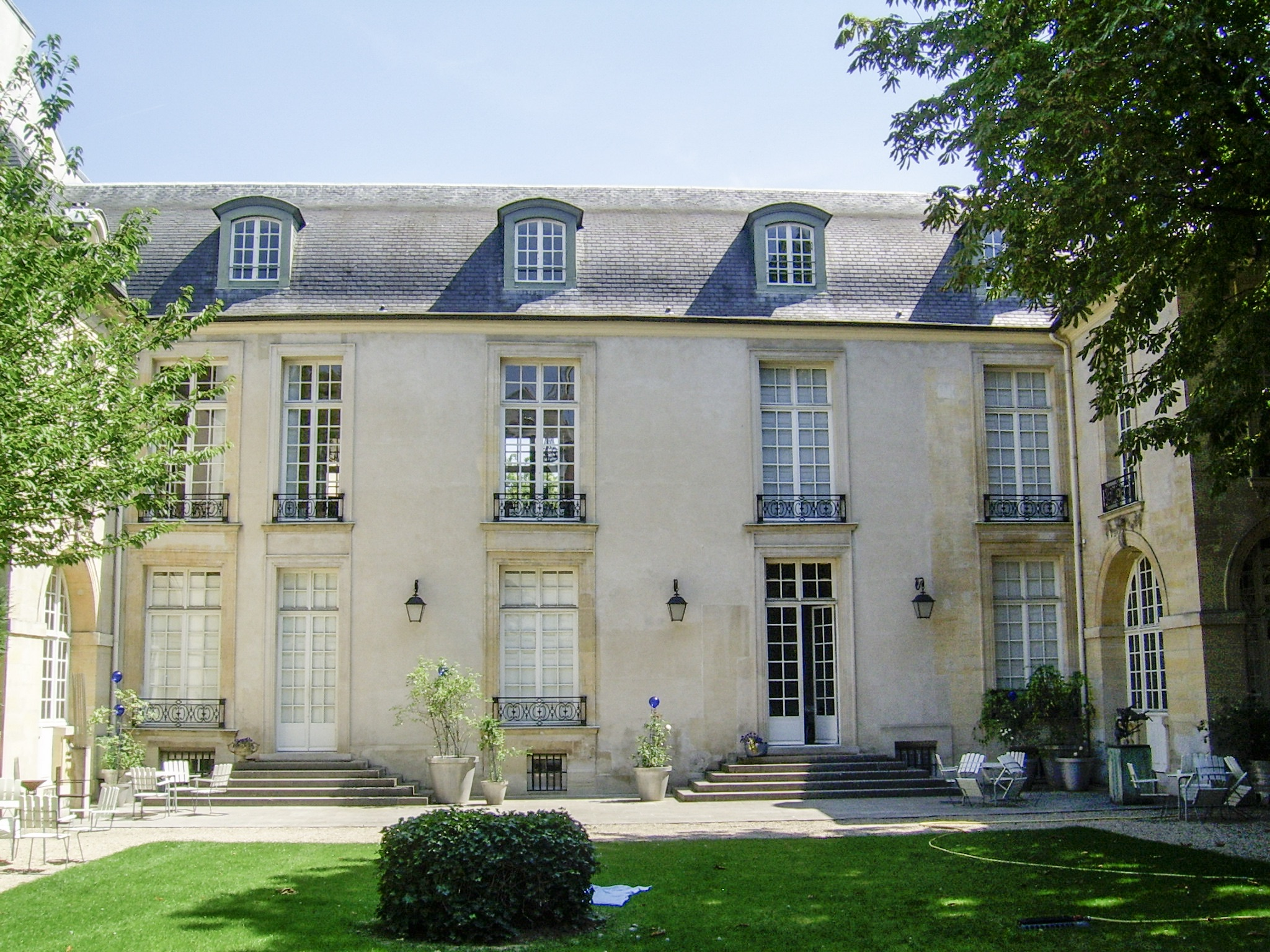
Svenska kulturhuset i Paris

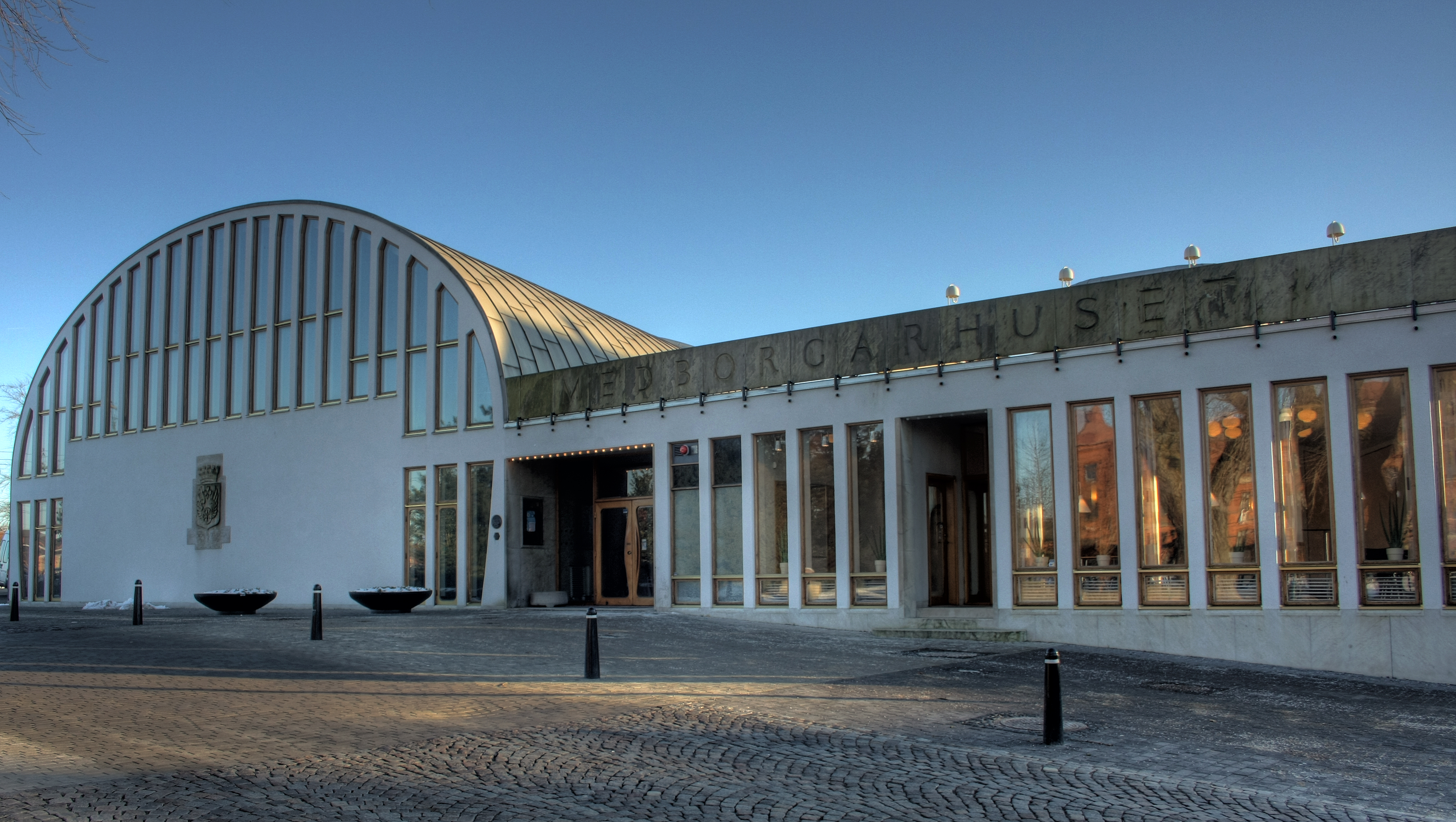
Medborgarhuset, Eslöv

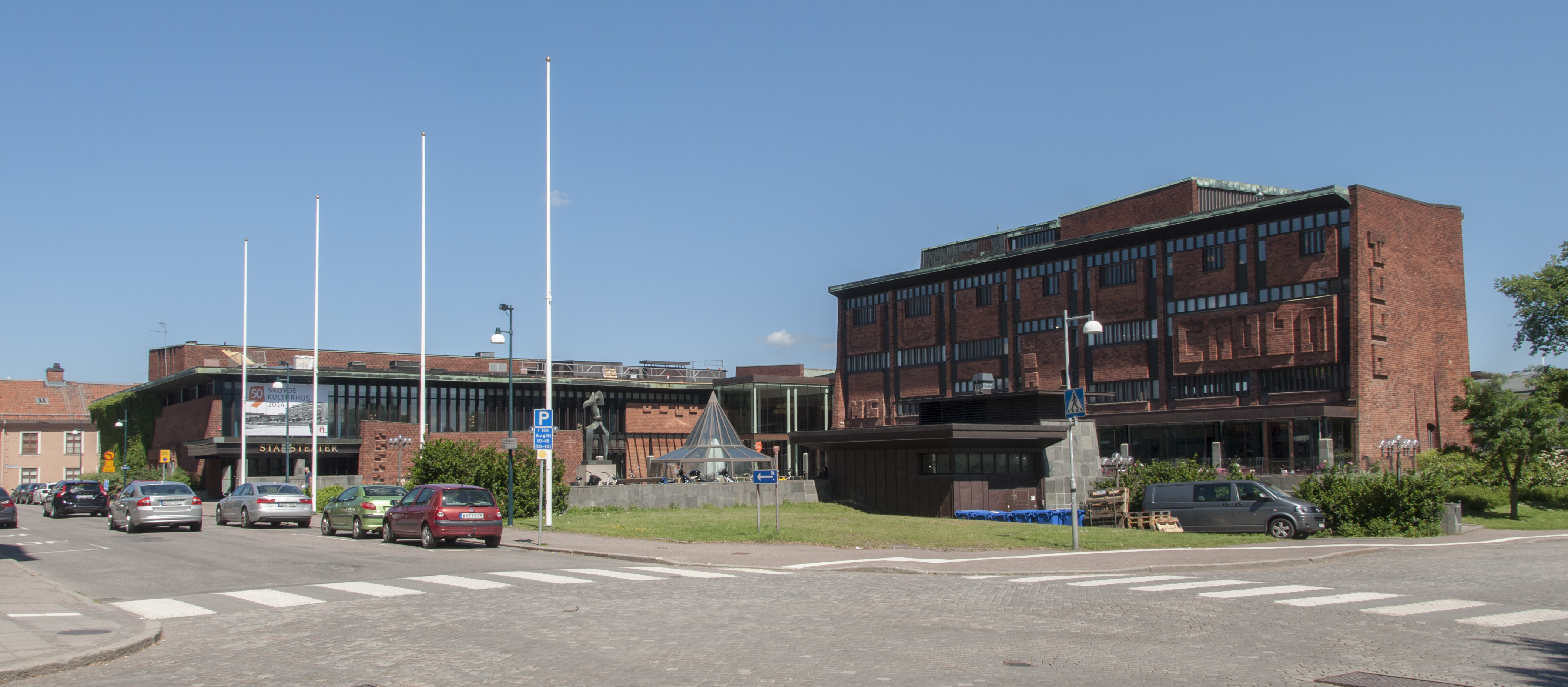
Skövde kulturhus

Ett kulturhus är en byggnad, vilken inrymmer flera kulturella verksamheter, som bibliotek, teater, museum och utställningar. Det finns ingen exakt definition eller åtskillnad mellan kulturhus, medborgarhus, folkets hus, allaktivitetshus med flera. Det är snarast lokala beslut, eller vilken huvudman verksamheterna har, som styr namnvalet. 
Begreppet kan även avse äldre, kulturhistoriskt intressanta byggnader.

## Kulturhus i Sverige i urval
- Cassels donation, Grängesberg
- Culturen, Västerås
- Culturum, Nyköping
- Dunkers Kulturhus, Helsingborg
- Cyklopen, Högdalen
- Elsas hus, Linköping
- Frölunda Kulturhus, Frölunda
- Göteborgs lagerhus
- Haninge kulturhus, Haninge
- Hägerstensåsens medborgarhus, Stockholm
- Hässleholms kulturhus
- Kulturcentrum Mankell, Sveg
- Kulturens Hus, Luleå
- Kulturhuset Barbacka, Kristianstad
- Kulturhuset Björnen, Åstorp
- Kulturhuset, Borås
- Kulturhuset Fyren, Kungsbacka
- Kulturhuset Grand, Uppsala
- Kulturhuset Komedianten, Varberg
- Kulturhuset, Leksand
- Kulturhuset Mazetti, Malmö
- Kulturhuset, Oskarshamn
- Kulturhuset Ravinen, Båstad
- Kulturhuset Spira, Jönköping
- Kulturhuset, Stockholm / Kulturhuset Stadsteatern
- Kulturhuset i Ytterjärna
- Kulturhuset Ängeln, Katrineholm
- Kulturmejeriet, Lund
- Kulturhuset, Örebro
- Kulturmagasinet, Sundsvall
- Magasinet, Falun
- Medborgarhuset, Eslöv
- Medborgarhuset, Stockholm
- Medborgarhuset, Säffle
- Medborgarhuset Trappan, Vällingby
- Medborgarhuset, Örebro
- Nordkalottens kultur- och forskningscentrum, Övertorneå
- Skarpnäcks kulturhus, Stockholm
- Skövde Kulturhus, Skövde
- Sara Kulturhus, Skellefteå
- Södertälje stadshus
- Vallentuna kulturhus, Vallentuna
- Väven, Umeå
- Växhuset, Västerås